# Oberesslingen
Oberesslingen ist mit rund 13.000 Einwohnern der zweitgrößte Stadtteil von Esslingen am Neckar. Er liegt im Südosten der Stadt.

## Geschichte

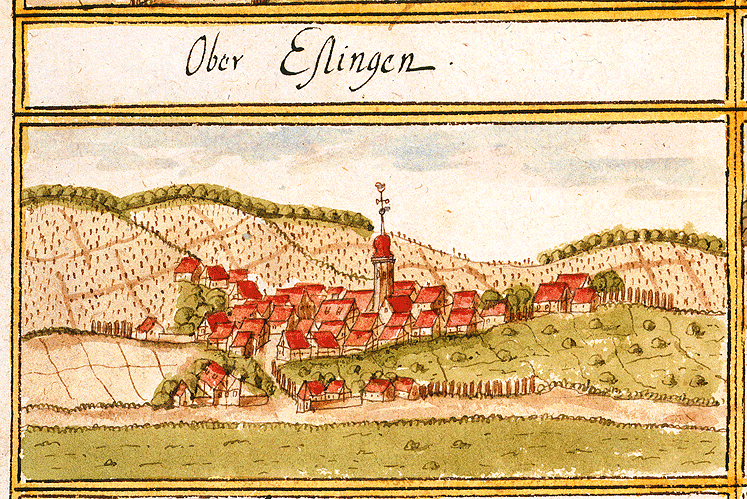
Oberesslingen 1685, Forstlagerbuch von Andreas Kieser

Oberesslingen wurde bereits vor sehr langer Zeit besiedelt. Von einer römischen Villa gibt es Fundstücke in der Nähe der Martinskirche. Im 3. Jahrhundert ließen sich an der Stelle die Alemannen nieder. Auf der Anhöhe der heutigen Gartenstadt befand sich eine frühmittelalterliche Siedlung.
Die erste urkundliche Erwähnung von Oberesslingen als superior Ezelingen stammt von 1208. Es handelt sich dabei um das Testament Königin Maria Irenes, der Frau des römisch-deutschen Königs Philipp von Schwaben.
1270 fiel der Ort an Württemberg. Deshalb kam es immer wieder zu Streitigkeiten mit der freien Reichsstadt Esslingen.

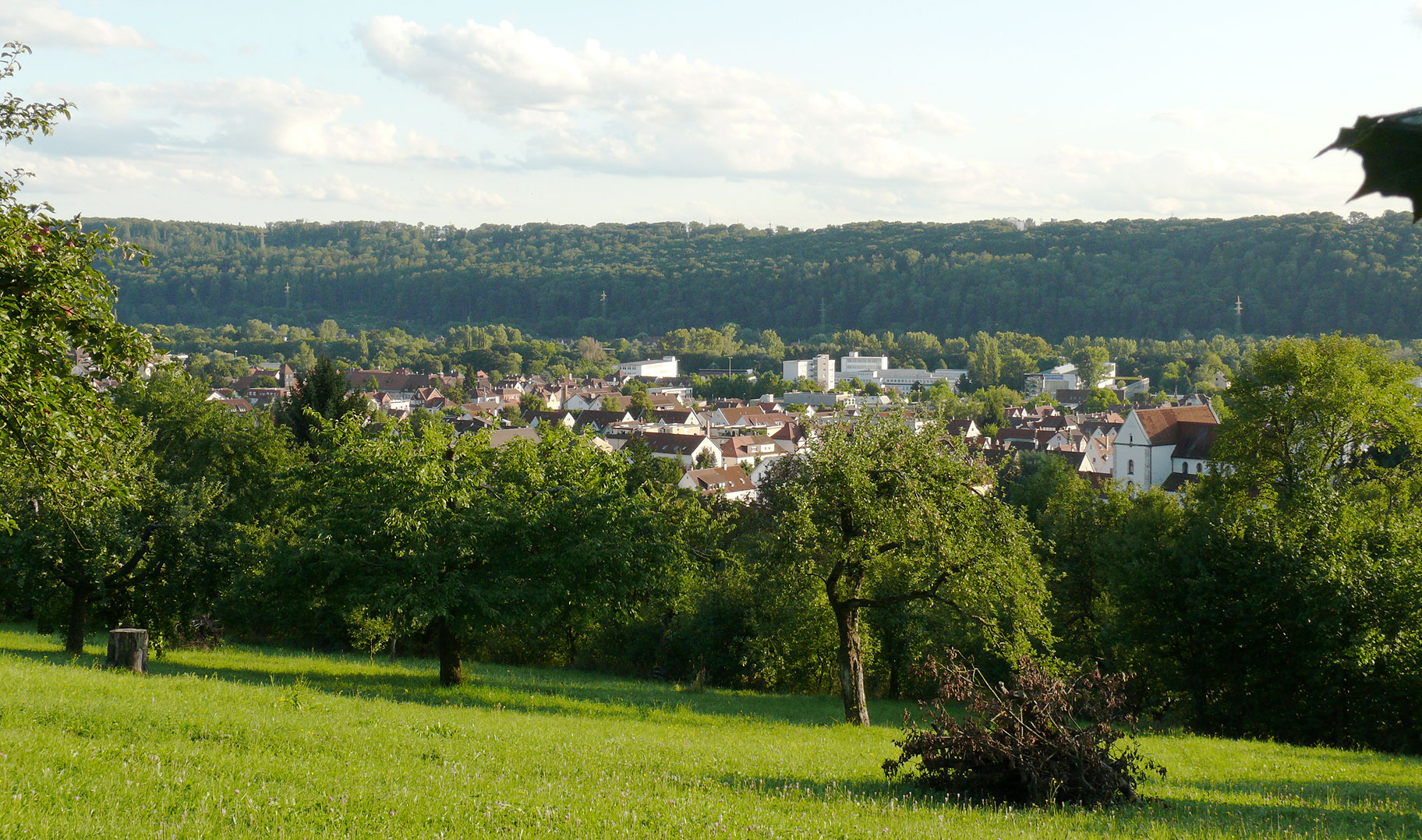
Panorama eines Teils von Oberesslingen, gesehen von Norden

Oberesslingen wurde 1913 nach Esslingen eingemeindet.
Von 1912 bis 1956, mit kriegsbedingten Unterbrechungen, wurde das Baugebiet Gartenstadt am östlichen Rand von Oberesslingen erbaut.
Zwischen 1889 und etwa 1921 bestand dort, wo später die Adenauerbrücke gebaut wurde, eine Fährverbindung zwischen Oberesslingen und den Sirnauer Wiesen. Der Fährverkehr wurde mit der in Esslingen bei der Firma Hermann Ulrich hergestellten Cimpria (sic!) versehen. Am 28. April 1918 ertranken bei einem Fährunglück mit dem überladenen Fahrzeug 21 Personen, darunter viele Kinder und Jugendliche. Die sieben Personen aus Oberesslingen, die bei diesem Unfall ums Leben kamen, wurden in einem Gemeinschaftsgrab auf dem Oberesslinger Friedhof bestattet, dessen Pflege von der Stadt übernommen wurde.

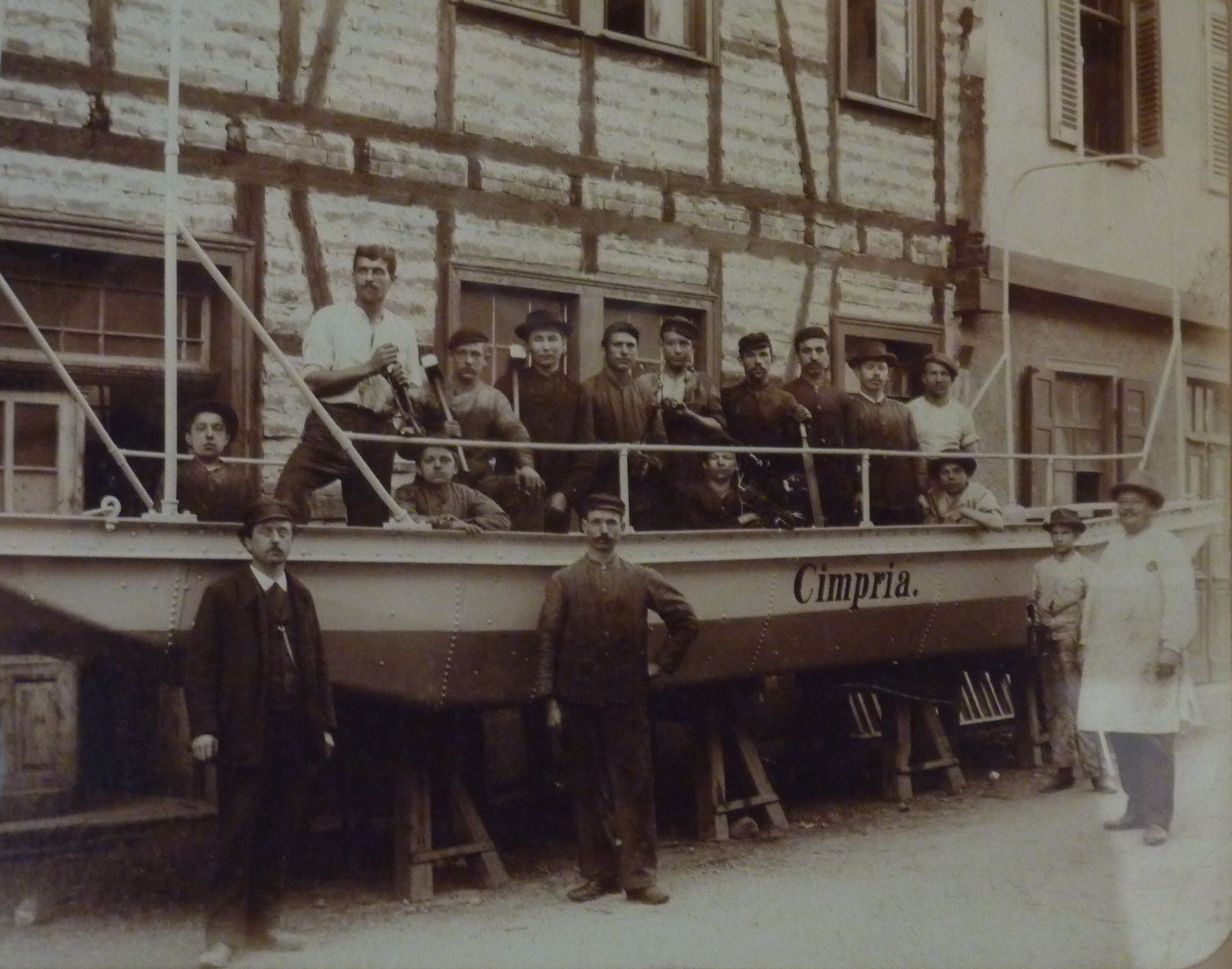
Die Fähre Cimpria um 1900
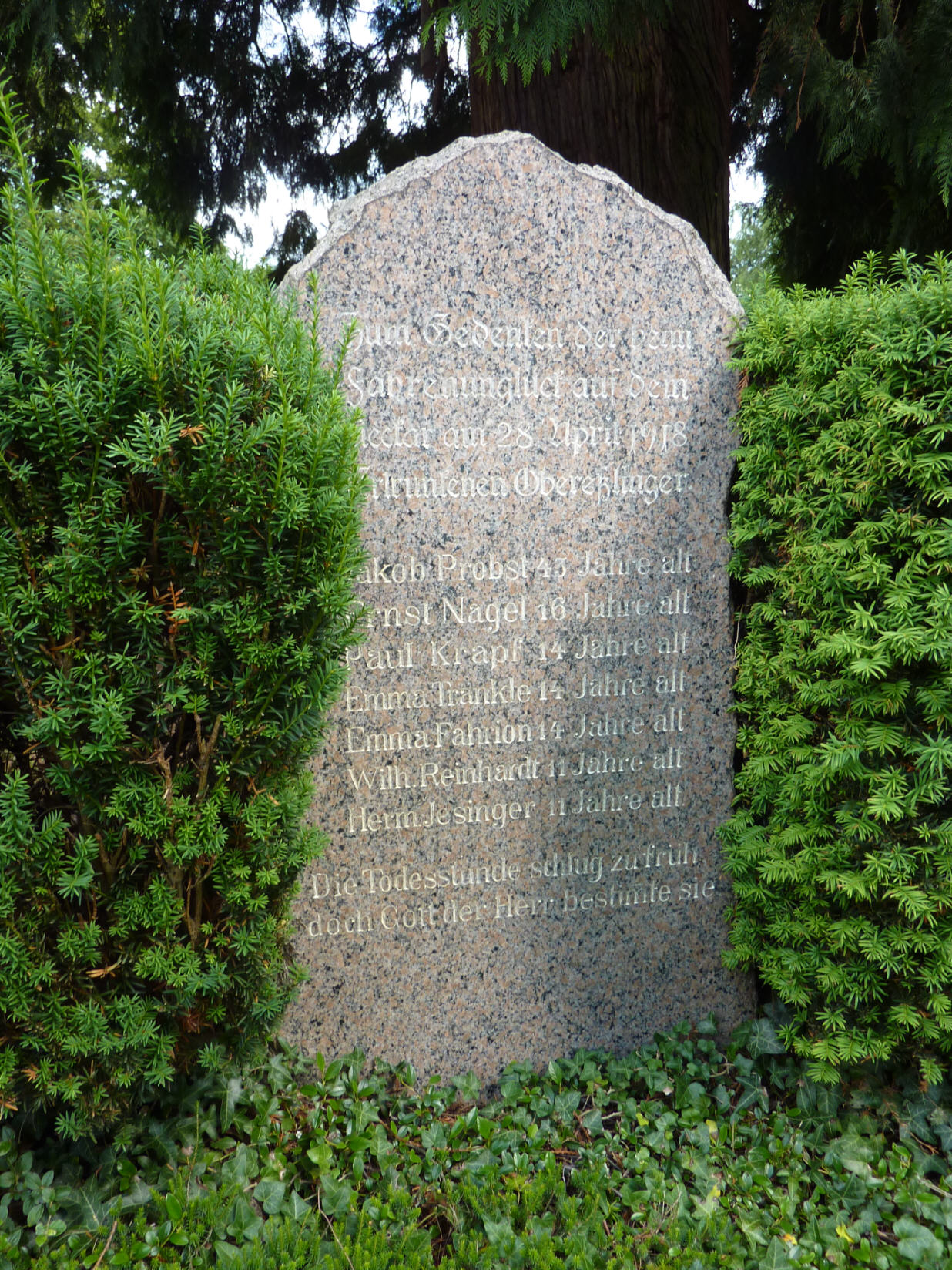
Gedenkstein für die Oberesslinger Opfer des Fährunglücks

Nach dem Zweiten Weltkrieg wurden mehrere separate Baugebiete ausgewiesen. Zur Nahversorgung der dort lebenden Bevölkerung mit Lebensmitteln, medizinischer Versorgung sowie Dienstleistungen erhielten die erweiterte Gartenstadt sowie die Baugebiete Lerchenäcker und Weihergebiet separate Zentren.
2006 wurde das Baugebiet Mittlere Rosselen begonnen und 2010 ist das letzte Haus, das einzige Mehrfamilienhaus im Baugebiet, bezugsfertig.

## Konfessionen
Um 2010 waren etwa 32 Prozent (4200) der Einwohner Oberesslingens evangelisch.

## Politik
Der Ansprechpartner für die Belange des Stadtteils für die Stadtverwaltung und den Gemeinderat von Esslingen ist der Bürgerausschuss Oberesslingen. Auf der Stadtteilebene gestaltet der Bürgerausschuss das kommunale Leben mit. Er ist Mitglied der Arbeitsgemeinschaft der Bürgerausschüsse, diese dient dem Erfahrungsaustausch und der Koordination der einzelnen Bürgerausschüsse der Stadt. Grundlage für die Arbeitsweise und den Aufbau des Bürgerausschusses und der Arbeitsgemeinschaft ist das von der Arbeitsgemeinschaft am 21. Februar 1991 beschlossene Statut. Als Grundlage für die Zusammenarbeit zwischen dem Bürgerausschuss, dem Gemeinderat und der Verwaltung wurde 1990 eine Vereinbarung getroffen. Im Juni 2000 wurden sowohl das Statut als auch die Vereinbarung redaktionell überarbeitet.
Der Bürgerausschuss Oberesslingen wurde 1952 gegründet. In der öffentlichen Bürgerversammlung, die die Stadt Esslingen im März 2017 in der Realschule Oberesslingen durchführte, wurde der gegenwärtige Bürgerausschuss Oberesslingen für 3 Jahre gewählt. Die für 2020 fällige Neuwahl wurde aufgrund der Corona-Pandemie verschoben.

## Kultur, Freizeit und Sehenswürdigkeiten

### Bauwerke
- Die evangelische Martinskirche, 1827–1828 durch Friedrich Bernhard Adam Groß im württembergischen Kameralamtsstil erbaut, mit einem Glasbildfenster von Käte Schaller-Härlin (1918). Der Innenraum wurde 2003/04 von Bernhard Huber künstlerisch neu gestaltet; diese Neugestaltung wurde im April 2008 mit dem Artheon-Kunstpreis der Gesellschaft für Gegenwartskunst und Kirche ausgezeichnet.
- Die römisch-katholische Kirche St. Albertus Magnus, 1947 bis 1950 in neuromanischem Stil erbaut.
- Der Hof der Grafen von Rechberg, von dem an der Kreuzung der Georg-Deutschle-Straße/Haldenstraße noch ein großes Gebäude mit der Jahreszahl 1546 erhalten ist.
- Eine Reihe sehenswerter Fachwerkhäuser, darunter das ehemalige Zollhaus sowie der ehemalige Gasthof zum Deutschen Haus (Brastbergerhaus), beide an der Kreuzung Plochinger Straße/Kreuzstraße.
- Das Kraftwerk Oberesslingen und die Staustufe Oberesslingen.
- In der Bevölkerung durchaus umstritten, aber von der Architektenkammer Baden-Württemberg 2012 mit einem Preis für „Beispielhaftes Bauen“ ausgezeichnet ist das „Haus KW“ am Rand des Neubaugebietes Mittlere Rosselen, welches einen unverputzten Beton-Kubus darstellt[9].

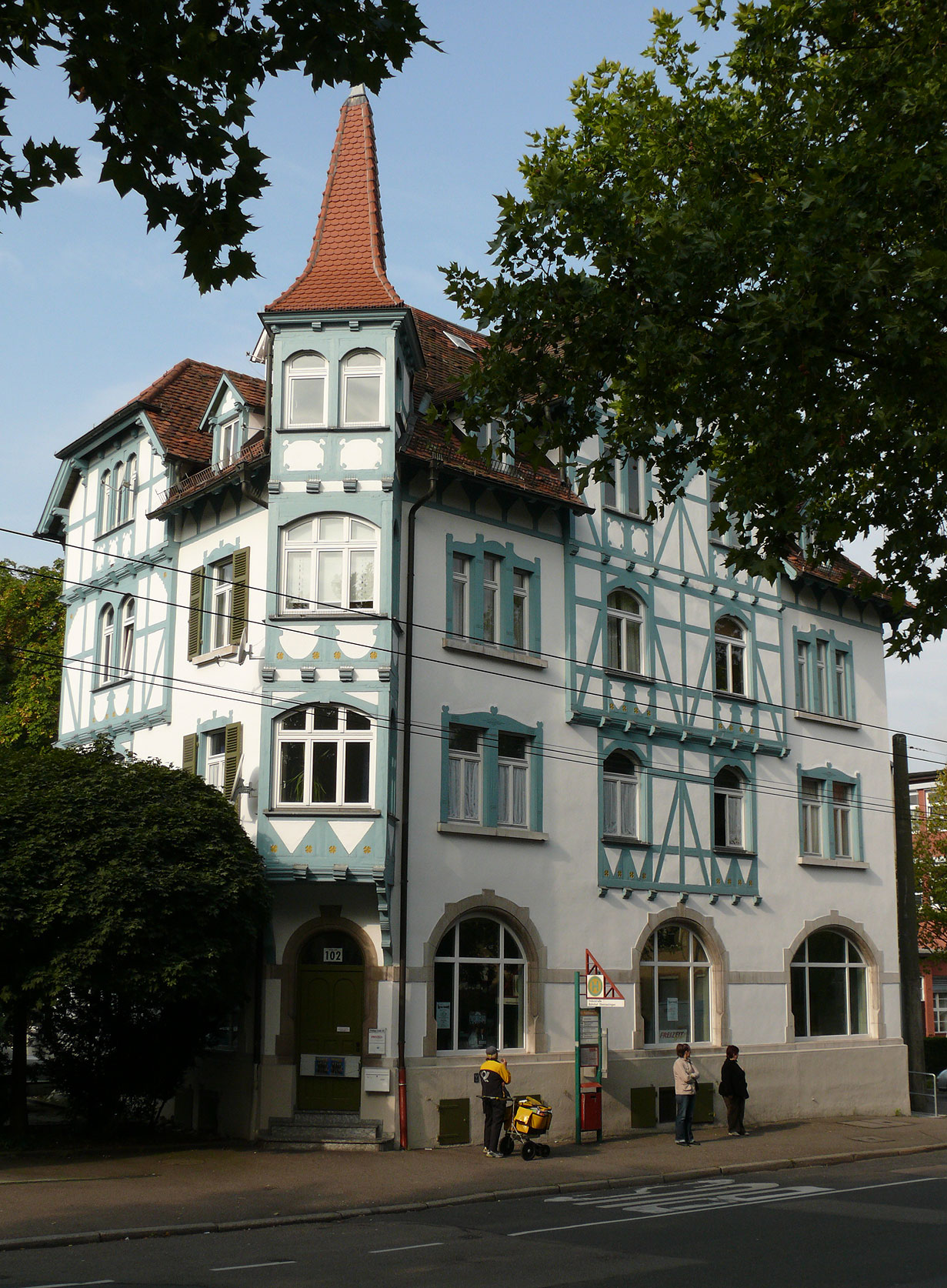
Der ehem. Gasthof zum Deutschen Haus (Brastbergerhaus) in der Plochinger Straße
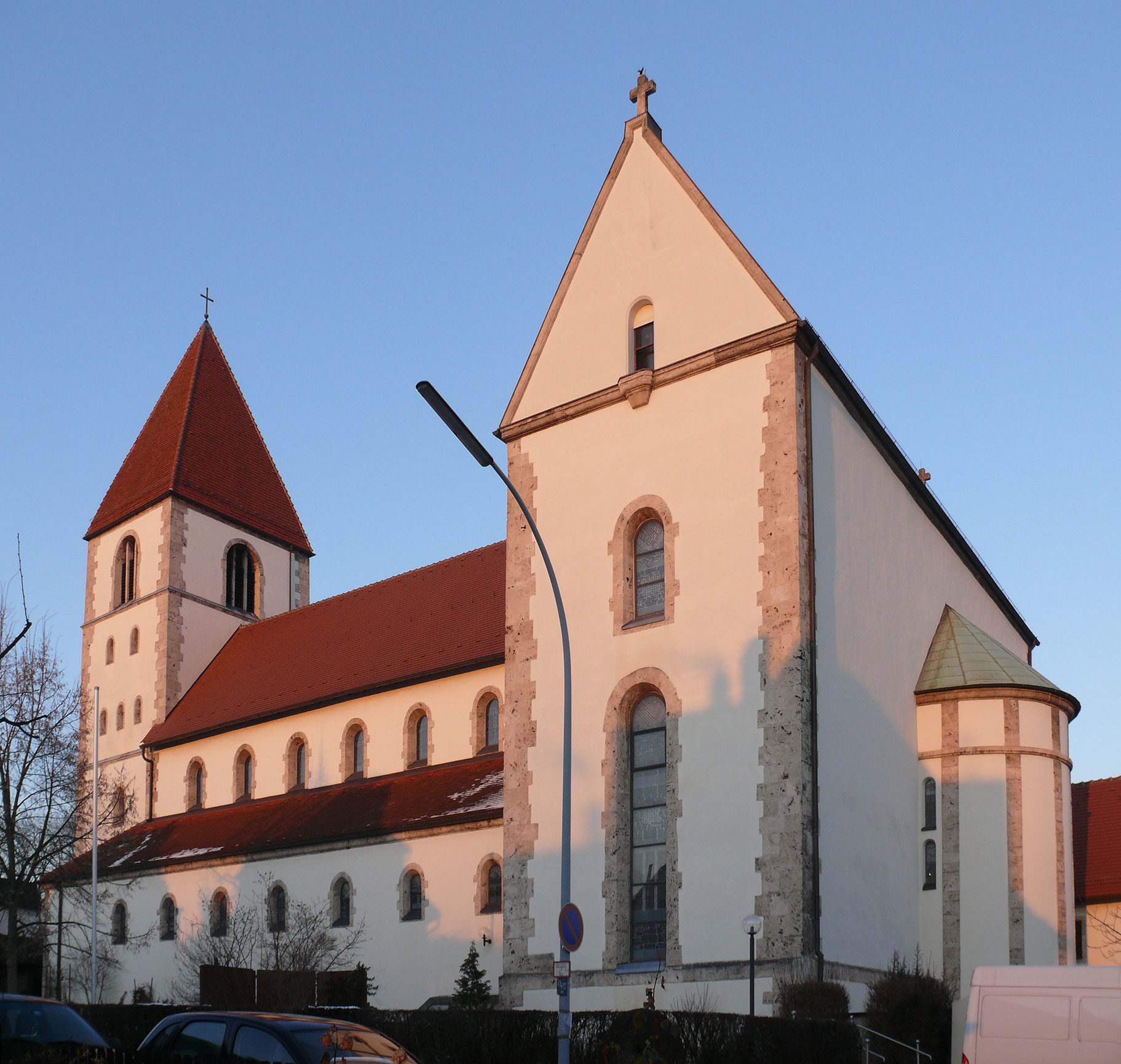
Die Albertus-Magnus-Kirche im Abendlicht
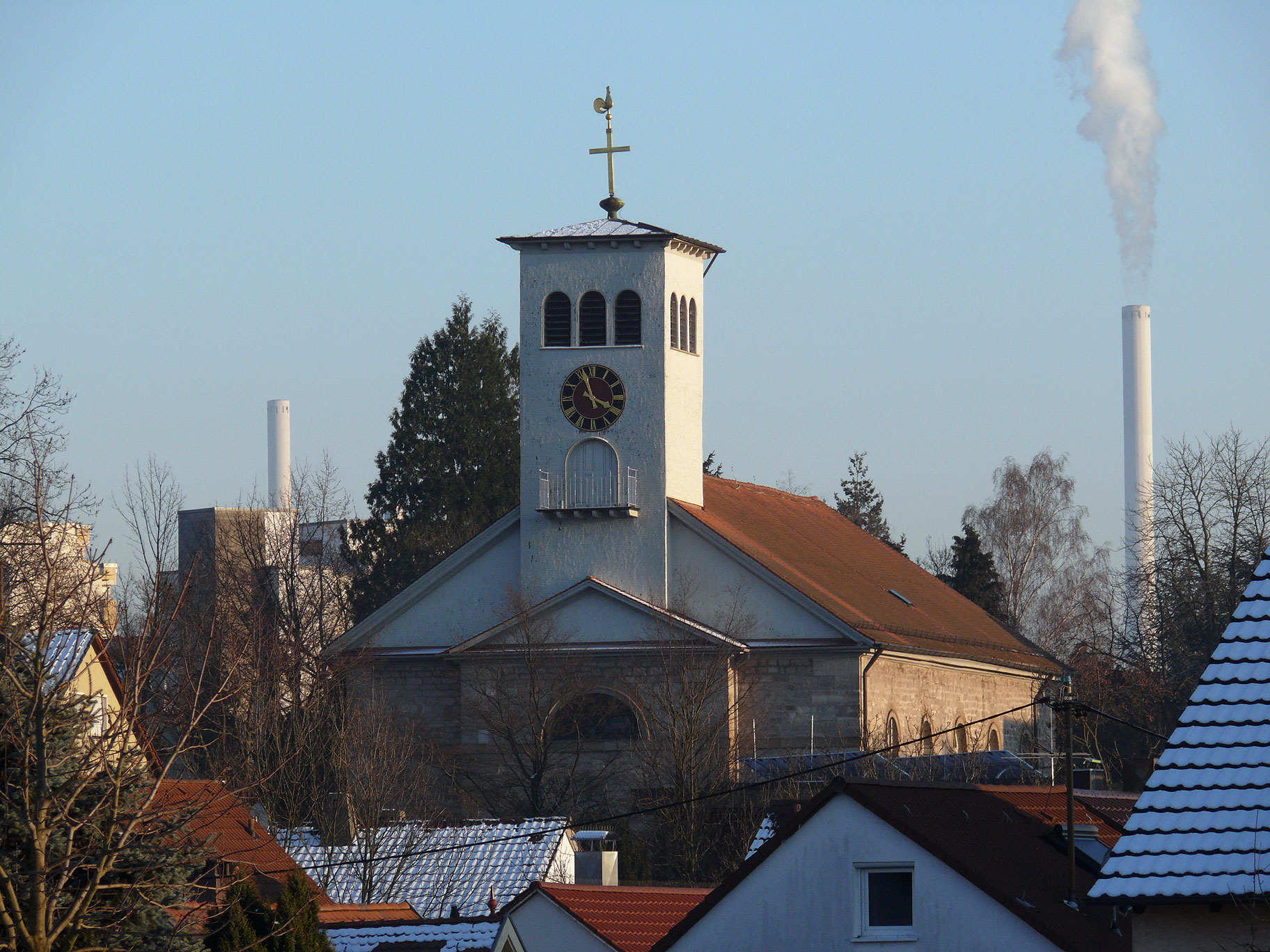
Die Martinskirche, gesehen vom Diakonissengarten
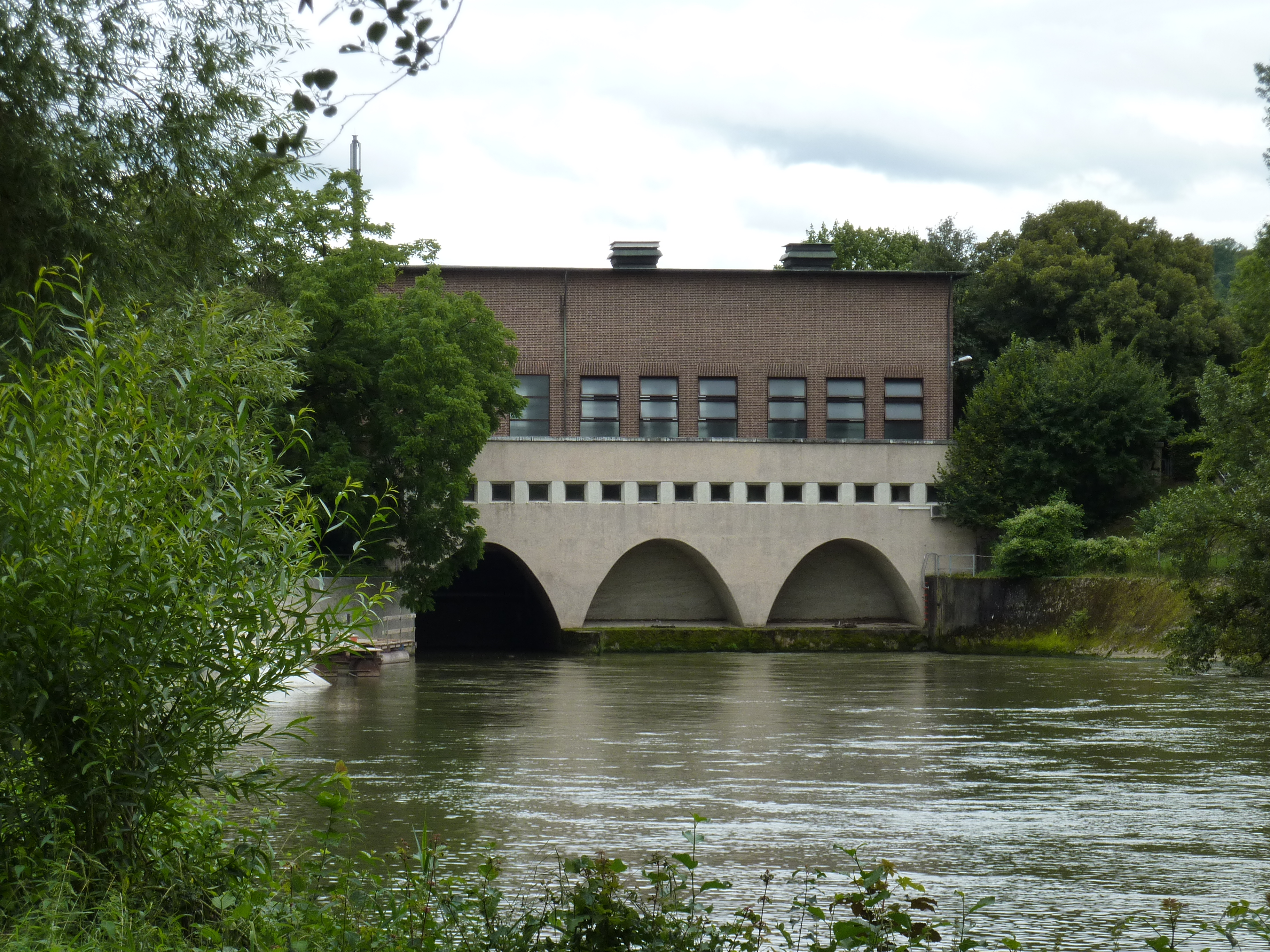
Wasserkraftwerk in Oberesslingen

### Parks
- Der Tierpark Nymphaea auf der Neckarinsel vor Oberesslingen wurde nach dem lateinischen Namen der Seerosen benannt. Der Park ist von Seen geprägt, um die herum Enten, Esel, Ponys, Rehe, Vögel und Ziegen von den Mitgliedern des Aquarien- und Terrarienvereins gepflegt werden. Ferner gibt es Aquarien mit Fischen, Seeigeln und Seesternen.
- Der Lammgarten hat seinen Namen von der benachbarten, ehemaligen Lammbrauerei Friedrich Kemmler. Heute steht dort ein Einkaufszentrum zwischen Plochinger und Hindenburgstraße. Der Park besteht aus einer teils abschüssigen Wiese mit vereinzelten Obstbäumen. Im Sommer finden dort regelmäßig größere Feste statt, u. a. das traditionelle Lammgartenfest der SPD Esslingen.
- Das Alägle (schwäbisch für kleine Anlage) ist ein kleiner Park in der Gartenstadt, der lediglich aus einer Wiese sowie einigen hohen Bäumen besteht. Außerdem befindet sich am Rand ein Steinbrunnen mit zwei Taubenfiguren, der mit einer Inschrift an den Siedlungsbau der Nachkriegszeit erinnert. Gegen das Aufstellen von Spielgeräten haben Anwohner protestiert, weshalb lediglich ein Balancierelement aus mehreren Balken platziert wurde. Dennoch ist das Alägle aufgrund seiner Lage ein beliebter Treffpunkt von Kindern der Gartenstadt.
- Der Diakonissengarten liegt ringsum abgegrenzt auf einer ebenen Anhöhe und besteht aus einer großen Wiese mit ein paar wenigen Bäumen. Das einzige Gebäude, von dem aus es einen direkten Zugang gibt, ist der gleichnamige Kindergarten bzw. Schülerhort. Es gibt einen Spielplatz für Kleinkinder, aber auch Elemente für ältere Kinder sowie Tischtennisplatten und eine Boule-Bahn.

### Sport
- Größter Sportverein ist der VfB Oberesslingen/Zell 1919 e. V. mit den Abteilungen Fußball, Fußball mit Behinderung, Tischtennis, Gymnastik und Volleyball. Neben den beiden Vereins-Rasenplätzen gibt es am Standort Oberesslingen auch einen Kunstrasenplatz, der öffentlich genutzt werden darf, sofern nicht Schul- oder Vereinssport darauf stattfindet.
- Radfahrerclub RC Oberesslingen 1903 e. V. mit den Disziplinen Radball und Einrad.
- An der Landhausstraße am Ortsrand ist ein großer, öffentlich zugänglicher Rasen-Bolzplatz sowie Tischtennisplatten.
- An der angrenzenden Neckarinsel gibt es in der Eishalle der ESG Esslingen e. V. neben offenem Eislaufen auch Schlittschuhsport und Eishockey; außerdem das Schwimmbad des SSV Esslingen e. V. sowie den Ruderverein Esslingen e. V.
- Im Diakonissengarten ist eine Boule-Bahn zu finden.
- Am Schornstein des Theodor-Heuss-Gymnasiums sind mehrere Kletterparcours angebracht.

## Wirtschaft und Infrastruktur

### Schulen
- Herderschule (Grundschule)
- Lerchenäckerschule (Grund- und Hauptschule mit Werkrealschule)
- Realschule Oberesslingen
- Theodor-Heuss-Gymnasium

### Klinik
Seit 1930 befindet sich das Esslinger Krankenhaus im Gebiet Hirschländer auf Oberesslinger Markung.

### Handel und Gewerbe
Das Gewerbegebiet Neckarwiesen zwischen Bahnlinie und Neckar ist mit über 100 ha Fläche das größte Gewerbegebiet der Stadt Esslingen. Bedeutendstes Unternehmen in diesem Areal ist die Firma Eberspächer. Des Weiteren befindet sich mit der Firma Index-Werke ein weiterer großer Betrieb mit Industrieproduktion auf Oberesslinger Gebiet.

## Verkehr

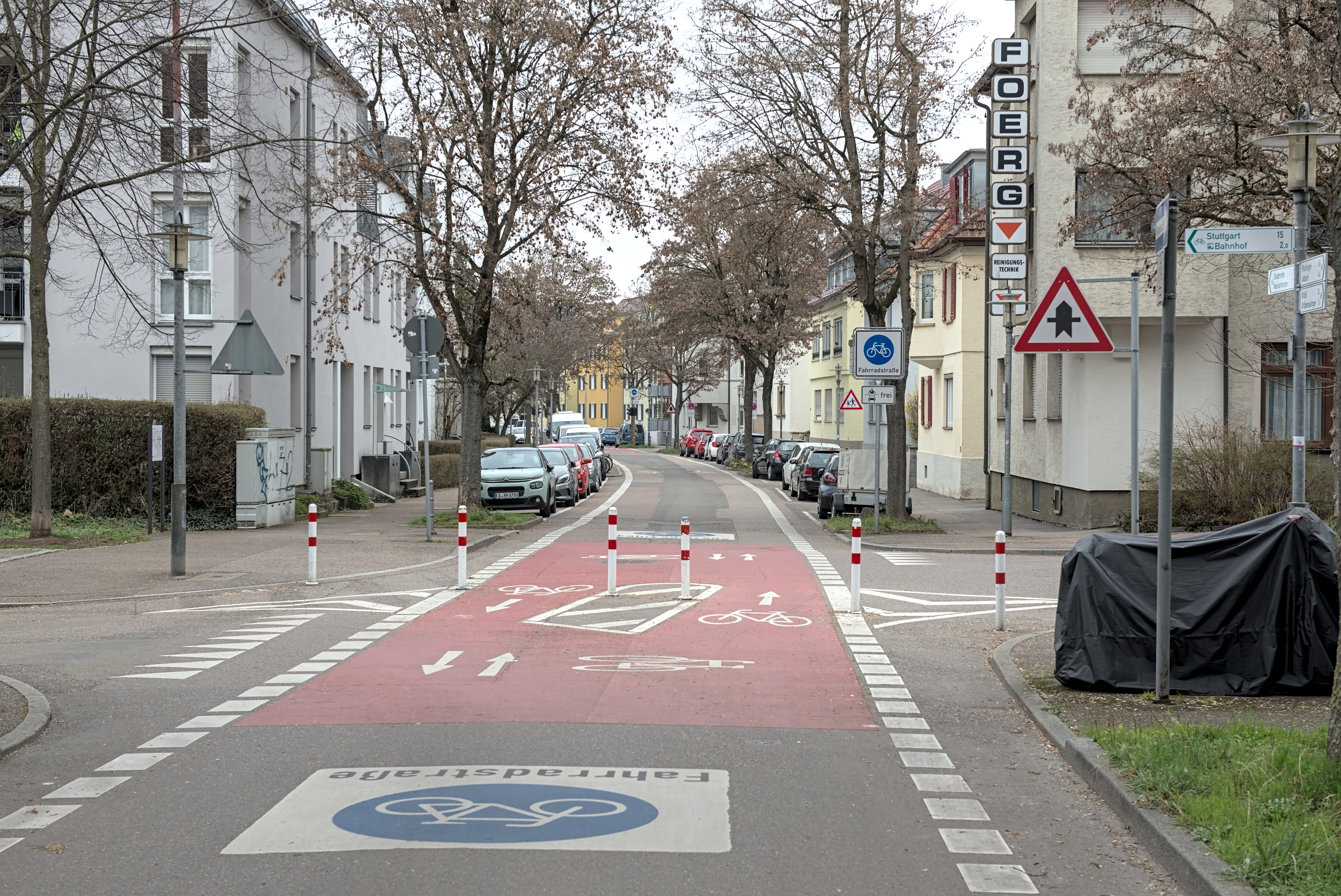
Hindenburgstraße

Oberesslingen ist seit 1846 durch die Filstalbahn an das Eisenbahnnetz angeschlossen und ist heute Station der S-Bahn Stuttgart. Zusätzlich wurde der Ort ab 1912 von der Straßenbahn Esslingen am Neckar bedient. Diese wurde von der Gesellschaft Eßlinger Städtische Straßenbahn (ESS) betrieben – das Unternehmen existiert unter der Bezeichnung Städtischer Verkehrsbetrieb Esslingen am Neckar (SVE) bis heute – und 1944 durch den Oberleitungsbus Esslingen am Neckar ersetzt.
Seit 1970 hat Oberesslingen über die Adenauerbrücke eine Verbindung auf die gegenüberliegende Neckarseite zur autobahnähnlich ausgebauten Bundesstraße 10.
Am 27. April 2013 eröffnete in Oberesslingen auf einem Abschnitt der Hindenburgstraße die erste Fahrradstraße im Landkreis Esslingen. Sie führte zunächst von der Schorndorfer Straße im Osten bis zur Friedrich-Ebert-Straße im Westen. Nach der zweijährigen Probephase ging sie dauerhaft in Betrieb und wurde bis zur Entengrabenstraße im Stadtteil Stadtmitte verlängert. Sie galt viele Jahre als längste Fahrradstraße Deutschlands. Aufgrund zahlreicher Unfälle wurden 2020 umfangreiche Markierungsarbeiten vorgenommen sowie eine zweite Diagonalsperre für Kfz eingebaut.

## Persönlichkeiten
- Friedrich Bernhard Adam Groß (1783–1861) war Architekt der evangelischen Martinskirche
- Hermann Kurz (1813–1873), Schriftsteller, Publizist, Übersetzer
- Carl von Häberlin (1832–1911), Maler
- Gotthilf Schenkel (1889–1960), Stadtpfarrer, Politiker (SPD), Kultusminister in Baden-Württemberg, 1952–1960 Landtagsabgeordneter